# مرد سقوط‌کننده

مرد سقوط‌کننده

مرد سقوط‌کننده (به انگلیسی: The Falling Man) عکسی از ریچارد درو، عکاس آسوشیتد پرس است که مردی را در حال سقوط از برج شمالی مرکز تجارت جهانی نیویورک حین حملات ۱۱ سپتامبر نشان می‌دهد. این عکس ساعت ۹:۴۱:۱۵ صبح گرفته شده است.
تخمین زده می‌شود حدوداً دویست نفر در آن حادثه برای رهایی از آتش و دود یا به‌عنوان آخرین گریزگاه، خود را به پایین پرت کرده‌اند و سوژهٔ عکس، فرد ناشناسی از آن جمله است؛ برخی از تخمین‌ها هم این عدد را به نصف یا کمتر کاهش می‌دهند.
عکس، مرد را چنان به تصویر می‌کشد که گویی عمود و بی‌جنبش با سر در حال سقوط است، اما تصاویر دیگری که از صحنه گرفته شده او را غلتان در هوا نشان می‌دهد. به دلیل همین کیفیت هولناک، این عکس هنگام انتشار با موجی از بازخوردهای منفی از خوانندگان نشریات روبه‌رو شد که آن را آزاردهنده می‌دیدند.